# Cratere Grachev
Grachev è un cratere lunare, intitolato ad Andrej D. Grachev situato nel lato nascosto della Luna, a nordovest del Mare Orientale. Si trova in una regione ricoperta di materiali espulsi (ejecta) che circondano l'anello montagnoso dei Montes Cordillera. Lungo il bordo sudovest di Gracev è presente il cratere Michelson, una formazione a forma di valle composta da una catena lineare di piccoli crateri. A nord è presente il cratere Leuschner.
Questo cratere ha un bordo esterno leggermente eroso, con una piccola protuberanza nel lato settentrionale. La superficie interna presenta un modesto picco centrale.